# Edubuntu
Edubuntu és una distribució de GNU/Linux i una nova branca d'Ubuntu dissenyada per usar en ambients escolars.
La primera versió (5.10), va ser llençada el 13 d'octubre de 2005, junt amb l'Ubuntu 5.10 i la Kubuntu 5.10.
La seva llista de paquets està orientada a aquest fi, incorporant el servidor de Terminal, i aplicacions educatives com GCompris i el KDE Edutainment Suite.
Edubuntu ha sigut desenvolupant amb la col·laboració de docents i tecnòlegs de diversos països.
Edubuntu està basat en Ubuntu i incorpora una arquitectura de client LTSP, així com d'usos educatius específics, amb objectiu a la població d'entre 6 i 18 anys.

## Llançaments
En principi, cada sis mesos és alliberada una nova versió d'Edubuntu i cada llançament té un nom i número de versió. El número de versió surt de la data de llançament, de forma que, per exemple, la versió "5.10" va ser alliberada l'octubre (10) de 2005. A continuació hi ha el quadre amb les versions alliberades.
| Versió   | Data de sortida      | Nom               |
| -------- | -------------------- | ----------------- |
| 5.10     | 13 d'octubre de 2005 | The Breezy Badger |
| 6.06 LTS | 1 de juny de 2006    | The Dapper Drake  |
| 6.10     | 26 d'octubre de 2006 | The Edgy Eft      |
| 7.04     | 19 d'abril de 2007   | The Feisty Fawn   |
| 7.10     | 18 d'octubre de 2007 | Gutsy Gibbon      |
| 8.04 LTS | 24 d'abril de 2008   | Hardy Heron       |
| 8.10     | 30 d'octubre de 2008 | Intrepid Ibex     |
| 9.04     | 23 d'abril del 2009  | Jaunty Jackalope  |
| 9.10     | Octubre del 2009     | Karmic Koala      |

## Projecte i metes
La meta fonamental d'Edubuntu és proporcionar a l'educador amb un coneixement tècnic limitat i amb habilitats de poder instal·lar un laboratori de computació, i després poder administrar-lo sense necessitat de coneixements.
Les metes principals d'Edubuntu són aconseguir una gerència centralitzada de configuració, usuaris i processos, junt amb una instal·lació per poder treballar a classe. També pretén recuperar el millor programari lliure educatiu.